# Episodi di The Nevers
La prima stagione della serie televisiva The Nevers, composta da dodici episodi, è stata trasmessa sul canale statunitense HBO in due parti separate: la prima metà della stagione è andata in onda dall'11 aprile al 16 maggio 2021. La seconda parte è stata resa disponibile il 14 e 15 febbraio 2023 sul servizio streaming Tubi.
In Italia, la prima parte della stagione è andata in onda in prima visione in lingua italiana sul canale satellitare Sky Atlantic dal 19 aprile al 24 maggio 2021. È trasmessa in lingua originale sottotitolata in italiano dal 12 aprile al 17 maggio 2021, in simulcast con HBO. La seconda parte è inedita.
| nº            | Titolo originale              | Titolo italiano | Prima TV USA     | Prima TV Italia |             |
| Prima parte   | Prima parte                   | Prima parte     | Prima parte      | Prima parte     | Prima parte |
| ------------- | ----------------------------- | --------------- | ---------------- | --------------- | ----------- |
| 1             | Pilot                         | I toccati       | 11 aprile 2021   | 19 aprile 2021  |             |
| 2             | Exposure                      | Rivelazione     | 18 aprile 2021   | 26 aprile 2021  |             |
| 3             | Ignition                      | Accensione      | 25 aprile 2021   | 3 maggio 2021   |             |
| 4             | Undertaking                   | La promessa     | 2 maggio 2021    | 10 maggio 2021  |             |
| 5             | Hanged                        | Impiccagione    | 9 maggio 2021    | 17 maggio 2021  |             |
| 6             | True                          | True            | 16 maggio 2021   | 24 maggio 2021  |             |
| Seconda parte |                               |                 |                  |                 |             |
| 7             | It's a Good Day               |                 | 14 febbraio 2023 |                 |             |
| 8             | I Don't Know Enough About You |                 | 14 febbraio 2023 |                 |             |
| 9             | Fever                         |                 | 14 febbraio 2023 |                 |             |
| 10            | Alright, Okay, You Win        |                 | 15 febbraio 2023 |                 |             |
| 11            | Ain't We Got Fun              |                 | 15 febbraio 2023 |                 |             |
| 12            | I'll Be Seeing You            |                 | 15 febbraio 2023 |                 |             |

## I toccati
- Titolo originale: Pilot
- Diretto da: Joss Whedon
- Scritto da: Joss Whedon

### Trama
A Londra, nel 1899, la vedova Amalia True gestisce l'orfanotrofio di St. Romaulda, un santuario per persone con poteri straordinari conosciuti come i Toccati. Amalia e Penance Adair salvano Myrtle Haplisch, una ragazza toccata che parla in frammenti di lingue diverse, da una banda di strani teppisti. Nel frattempo, Lord Massen e altri funzionari governativi discutono dei Toccati e del loro impatto sull'impero. Augie Bidlow visita il suo amico, Hugo Swann, e chiede la sua compagnia all'opera. All'orfanotrofio, Amalia riceve un invito all'opera da Lavinia Bidlow, la loro mecenate. Sulla strada per l'opera, Amalia e Penance vengono intercettati dal re mendicante, che è arrabbiato per la richiesta di Amalia di incontrarlo. All'opera, la serial killer Maladie attacca e prende in ostaggio Mary Brighton, una Toccata il cui canto calma i suoi simili. Amalia le insegue ma non riesce a salvare Mary. Successivamente, l'ispettore Frank Mundi indaga sull'attacco. Altrove, il dottor Hague tortura un Toccato. Un flashback del 1896 rivela che Maladie è l'unica che ricorda l'enorme oggetto volante che ha causato l'esistenza dei Toccati.
- Durata: 63 minuti
- Guest star: Martyn Ford (Nicolas "Odium" Perbal), Dan Mersh (Sig. Haplisch), Philippa Dunne (Sig.ra Haplisch), Andrew Havill (Douglas Broome), Nicholas Farrell (Principe Albrecht), Tim Steed (Lord Allaven-Tyne), Rupert Vansittart (Lord Broughton), Tim Bentinck (Generale Pecking), Rachel Summers (Katherine Cousens), Abra Thompson (domestica di Hugo), Skye Lourie (Katie), Jay Simpson (supervisore nel tunnel), Martin Bishop (dott. Beldon), Nesba Crenshaw (Sig.ra Beldon), Matt Butcher (Mefistofele/Baritono), George Dawson (Assistente di Hague), Nick Bartlett (uomo ubriaco), Henri Charles (strillone), Angus Brown (seguace del Re Mendicante), Riley Holmes (figlio degli Haplisch), Benito Rodriguez (Faust), Laura Sheerin (Marguerite).
- Ascolti USA: telespettatori 548 000 – rating 18-49 anni 0,1%[4]

## Rivelazione
- Titolo originale: Exposure
- Diretto da: Joss Whedon
- Scritto da: Jane Espenson

### Trama
Beth Cassini rivela accidentalmente il suo potere in pubblico e fugge all'orfanotrofio per sicurezza. Mundi conduce un'incursione nell'orfanotrofio ma non riesce a trovare alcuna prova della presenza di Maladie. Lavinia arriva per fermarlo, quindi invita diversi Toccati a un evento sociale nella sua tenuta. Massen avverte Swann del suo club privato e del suo impiego di diversi Toccati. All'orfanotrofio, Amalia ammette Desirée Blodgett, una donna toccata che costringe le persone a rivelare i loro segreti e la usa per convincere Mundi a rivelare che Mary lo ha lasciato all'altare. Amalia scopre la posizione di Maladie e va da sola. Sulla strada per l'orfanotrofio, Penance viene catturata dagli uomini di Maladie. Amalia giunge in una fabbrica e combatte Maladie; qui viene rivelato che le due erano amiche. Scotland Yard fa irruzione nella fabbrica e salva Penance e Mary, ma Maladie riesce a scappare mentre Amalia è gravemente ferita. Un medico (toccato) dell'India occidentale, Horatio Cousens, guarisce Amalia mentre Mary si incontra con Mundi. Beth arriva a un indirizzo falso e viene immediatamente portata al laboratorio di Hague, dove arriva anche Lavinia e viene accolta da un globo radioso.
- Durata: 62 minuti
- Guest star: Domenique Fragale (Beth Cassini), Mark Benton (il colonnello), Sylvie Briggs (Clara), Matt Emery (Detective Birch), Rupert Vansittart (Lord Broughton), Andrew Havill (Douglas Broome), Alison Pergeter (anziana gentile), Jack Wheatley (Nigel Blodgett), George Dawson (Assistente di Hague), Helen Bang (signora elegante), Alex Macqueen (Sig. Oldenham), Angela SantAlbano (Rosa), Madeleine Wilson (Lady Whisper), Deborah Moore (signora sofisticata), James Coombes (gentiluomo anziano), Rosalind Adler (signora dell'alta società), Michael James (ragazzo giovane).
- Ascolti USA: telespettatori 561 000 – rating 18-49 anni 0,1%[5]

## Accensione
- Titolo originale: Ignition
- Diretto da: David Semel
- Scritto da: Kevin Lau

### Trama
Amalia e Penance tentano di reclutare Annie Carbey, ma falliscono. All'orfanotrofio, Mary è ancora titubante nell'usare il suo potere quando Penance rivela il suo piano per amplificare la voce di Mary in modo che tutti i Toccati di Londra possano sentire. In un pub, Mundi incontra Swann, rivelando di aver organizzato il raid all'orfanotrofio. Altrove, Kroos, uno degli uomini di Maladie, viene scarcerato mentre Horatio è costretto a curare la ferita di Maladie. Penance e Myrtle scoprono un altro orfanotrofio, così Amalia e Lucy indagano e trovano prove del lavoro di Hague, spingendo Amalia a raccoglierne alcune da portare a Lavinia mentre Lucy torna con la governante prigioniera. L'interrogatorio della governante motiva Mary a usare il suo potere. Lasciando la tenuta di Lavinia, Amalia viene attaccata da Odium, ma fugge. Al parco, Mary canta la sua canzone, ma Kroos la uccide venendo a sua volta ucciso da Mundi. Tornando all'orfanotrofio, Amalia e gli altri trovano Annie in attesa con diversi Toccati che hanno ascoltato la canzone di Mary.
- Durata: 56 minuti
- Guest star: Martyn Ford (Nicolas "Odium" Perbal), Mark Benton (il colonnello), Lola Dubus (Dominique), Pui Fan Lee (Su Ping Lim), Matt Emery (Detective Birch), Brett Curtis (George), Alison Pergeter (anziana gentile), Ruth Sheen (Sig.ra Beechum), Daniel Tetsell (ingegnere della linea telefonica), Katy Baker (barista), Jack Wheatley (Nigel Blodgett), Louis Ellis (uomo nervoso), Madeleine Wilson (Lady Whisper), Jordan Long (guardia), Phil Zimmerman (deviatore).
- Ascolti USA: telespettatori 448 000 – rating 18-49 anni 0,06%[6]

## La promessa
- Titolo originale: Undertaking
- Diretto da: David Semel
- Scritto da: Madhuri Shekar

### Trama
Tutti tranne Amalia partecipano al funerale di Mary. Più tardi, Penance affronta Amalia sulla sua assenza, ma quest’ultima sfoga la sua frustrazione. Myrtle rivela a Primrose di aver capito la canzone di Mary, quindi Primrose e Harriet lavorano con la Toccata poliglotta per tradurla. Mundi trova le prove che Swann era coinvolto nell'omicidio di Mary, quindi lo affronta violentemente in pubblico, ma non trova nulla. Mentre Penance interroga Augie, Amalia visita Massen, che, sostanzialmente, confessa. Lucy suggerisce di distruggere uno dei magazzini di munizioni di Massen. Lei, Amalia e Annie irrompono. Amalia affronta Lucy, accusandola di essere fedele a Massen, cosa che ha portato alla morte di Mary. Lucy si difende, insultando Amalia. Le due litigano e Amalia alla fine bandisce Lucy da Londra. Di ritorno all'orfanotrofio, Harriet condivide il significato della canzone. È un messaggio diretto ad Amalia che la fa piangere.
- Durata: 54 minuti
- Guest star: Sylvie Briggs (Clara), Pui Fan Lee (Su Ping Lim), Margaret Tuttle (Effie Boyle)[7], Matt Emery (Detective Birch), Mofetoluwa Akande (Katherine Cousens), Sam Melvin (Purista), Alex Forman (Purista corpulento), Christopher Dunne (Maggiordomo del club), Hector Moss (violinista), Marcus Garvey (Gordy), Marc Bannerman (uomo con la bombetta), Ed Eales-White (supervisore), Lee Barnett (Jacobs), Jack Rolf (lavoratore nel magazzino), Chris Kyriacou (guardia 1), Nick Pearse (guardia 2), Ian Alexander (sovrintendente), Will Brown (agente di polizia), Mauro Montuschi (cuoco italiano), Elisha Mistretta (figlia del cuoco), Sam Graham (parroco).
- Ascolti USA: telespettatori 515 000 – rating 18-49 anni 0,07%[8]

## Impiccagione
- Titolo originale: Hanged
- Diretto da: Joss Whedon
- Scritto da: Melissa Iqbal

### Trama
Maladie viene condannata a un'impiccagione pubblica, che provoca lo sdegno dei Toccati. Nonostante ciò, l'obiettivo di Amalia è trovare il Galanthi, attualmente sepolto in un bozzolo sottoterra e sotto il controllo di Hague e Lavinia, che notano che inizia a spaccarsi ma non sono troppo preoccupati. Amalia è frenata da un malfunzionamento di un esperimento di Penance. Il Consiglio è diviso sull'esecuzione, ma non fa nulla per fermarla. Effie Boyle continua a infastidire Mundi mentre Massen discute dei Toccati con il Re Mendicante. Penance decide che vuole salvare Maladie, ma fallisce, perché Maladie si impicca dopo aver ucciso molti degli spettatori. Penance torna all'orfanotrofio per scoprire che Amalia ha avuto lo stesso insuccesso di lei. Mundi si rende conto che la donna che ha impiccato era una delle seguaci di Maladie e, per le strade, Effie si toglie il travestimento, rivelando di essere Maladie.
- Durata: 60 minuti
- Guest star: Domenique Fragale (Beth Cassini), Martyn Ford (Nicolas "Odium" Perbal), Mark Benton (il colonnello), Sylvie Briggs (Clara), Pui Fan Lee (Su Ping Lim), Lola Dubus (Dominique), Matt Emery (Detective Birch), Brett Curtis (George), Andrew Havill (Douglas Broome), Nicholas Farrell (Principe Albrecht), Tim Steed (Lord Allaven-Tyne), Rupert Vansittart (Lord Broughton), Tim Bentinck (Generale Pecking), George Dawson (Assistente di Hague), Paul Bentley (giudice), Heather Coombs (madre ansiosa), Sam Lathem (poliziotto cattivo), Benny Ainsworth (impiegato della polizia), Brett Allen (poliziotto nella tenda), Grahame Fox (poliziotto scontroso), Joe Reisig (guardia del Re Mendicante deturpata), Bill Hurst (commensale), Amanda Holt (commensale), Frances Wilding (spettatrice dell'impiccagione), Simon Balcon (spettatore dell'impiccagione), Jack Gouldbourne (spettatore dell'impiccagione), Victoria Howell (spettatrice dell'impiccagione), Paul Hamilton (spettatore dell'impiccagione).
- Ascolti USA: telespettatori 570 000 – rating 18-49 anni 0,09%[9]

## True
- Titolo originale: True
- Diretto da: Zetna Fuentes
- Scritto da: Jane Espenson

### Trama
Nel futuro, un'unità di soldati della Planetary Defense Coalition (PDC) incaricata di difendere i Galanthi da un'altra fazione umana chiamata esercito FreeLife si trova in una base scientifica dove si nasconde l'ultimo Galanthi. I Galanthi sono una razza aliena che a un certo punto in un passato non troppo lontano è arrivata attraverso un portale per fornire all'umanità una tecnologia in grado di ripristinare una Terra devastata. Un combattimento nella base rilascia i Galanthi e provoca la morte di molti dei soldati del PDC. Perdendo la speranza per la sopravvivenza della Terra a causa della partenza dell'ultimo Galanthi, uno degli ultimi soldati rimasti, Zephyr, si suicida. Mentre se ne va, il Galanthi prende la sua anima mentre esce da un portale. Nella Londra del 1890, Molly lavora per una panetteria, sposando alla fine un macellaio, Thomas True, per la sicurezza finanziaria. Thomas muore di malattia, lasciando Molly con un grande debito. Questa si suicida proprio mentre il Galanthi vola sopra la sua testa creando i Toccati. Risvegliandosi in un manicomio, Zephyr si ritrova nel corpo di Molly e diventa Amalia. Insieme a Horatio, inizia a raccogliere informazioni sui Toccati e alla fine viene avvicinata da Lavinia per gestire l'orfanotrofio. Al giorno d'oggi, Amalia è in missione per trovare i Galanthi. Quando lo fa, mostra la sua vaga visione del futuro. Ritorna all'orfanotrofio, senza successo come Penance. Dopo averle rivelato il suo nome reale, decide di raccontare tutto ai residenti dell'orfanotrofio.
- Durata: 64 minuti
- Guest star: Claudia Black (Stripe), Domenique Fragale (Beth Cassini), Pui Fan Lee (Su Ping Lim), Brett Curtis (George), Okezie Morro (Crescent), Ellora Torchia (Knitter), John Macmillan (Byner), Matthew Marsh (maggiore), Nicholas Nunn (Boot), Rita Bernard-Shaw (Second Boot), Ravi Aujla (Scienziato), Nelly Currant (Jenny), Lee Armstrong (Varnum), Catherine Skinner (Gert), Daniel Hoffmann-Gill (Thomas True), Nicola Sloane (Mamma True), Glen Davies (dott. Campbell), Terence Frisch (notaio), Zee Asha (caposala), Mark OSullivan (inserviente), Abigail Thaw (Sig. ra Hundley), Stacha Hicks (infermiera), Anna Munden (infermiera), Toby Mace (uomo aggressivo), Freya Parker (Doris).
- Ascolti USA: telespettatori 552 000 – rating 18-49 anni 0,08%[10]